# Estación de San Juan (FGC)
San Juan (en catalán y oficialmente Sant Joan) es una estación de la línea S2 de la línea Barcelona-Vallés de FGC situada en el polígono de Can Sant Joan de San Cugat del Vallés muy cerca de los estudios de TVE de San Cugat. 
Originariamente era un pequeño apeadero para los alumnos del Colegio Viaró, pero a lo largo de las décadas la estación ha ido atrayendo a muchas empresas e instituciones alrededor suyo. La estación registró en 2018 un tráfico de 1 260 650 pasajeros.

## Situación ferroviaria
La estación está ubicada en el punto kilométrico 2,7 del ramal San Cugat-Sabadell de la línea de ancho internacional Barcelona-Vallés. El tramo es de vía doble y está electrificado.

## Historia
Las obras de la línea San Cugat-Sabadell corrieron a cargo de la Compañía de los Ferrocarriles de Cataluña (FCC), constituida por Frederick Stark Pearson, que en 1912 había integrado a su predecesora, la Compañía del Ferrocarril Sarriá a Barcelona (FSB). Ésta a su vez adquirió a la que dio origen a la línea del Vallés, la Compañía del Ferrocarril de Barcelona a Sarriá (FBS), debido a la acumulación de deudas de esta última, en 1874.
En 1936, con el estallido de la Guerra Civil, la línea pasó a manos de colectivizaciones de obreros que se hicieron cargo de la infraestructura y la gestión de la línea. En 1939 fueron devueltas a sus propietarios antes de las colectivizaciones.
Cabe destacar que en 1941, con la nacionalización del ferrocarril en España, FCC, FSB y sus infraestructuras no pasaron a ser gestionadas por RENFE, debido a que la línea no era de ancho ibérico.
La estación no forma parte de las originales de la línea, pues fue inaugurada en septiembre de 1965, sobre el tramo abierto al tráfico en el primer cuarto del siglo XX, aunque llevaba tiempo funcionando provisionalmente. Estaba situada en una zona en trinchera, lo que le daba un aspecto peculiar.
La Compañía del Ferrocarril de Sarriá a Barcelona (FSB), a partir de la década de 1970, empezó a sufrir problemas financieros debido a la inflación, el aumento de los gastos de explotación y tarifas obligadas sin ninguna compensación. En 1977 después de pedir subvenciones a diferentes instituciones, solicitó el rescate de la concesión de las líneas urbanas pero el Ayuntamiento de Barcelona denegó la petición y el 23 de mayo de 1977 se anunció la clausura de la red a partir del 20 de junio. El Gobierno evitó el cierre de la red de FSB otorgando por Real decreto la explotación y las líneas a Ferrocarriles de Vía Estrecha (FEVE) el 17 de junio de 1977, de forma provisional, mientras el Ministerio de Obras Públicas del Gobierno de España, la Diputación de Barcelona, la Corporación Metropolitana de Barcelona y la Ayuntamiento de Barcelona estudiaban el régimen de explotación de esta red. Debido a la indefinición se produjo una degradación del material e instalaciones, que en algún momento determinaron la paralización de la explotación.
Con la instauración de la Generalidad de Cataluña, el Gobierno de España traspasó a ésta la gestión de las líneas explotadas por FEVE en Cataluña, gestionando así los Ferrocarriles de Cataluña a través del Departamento de Política Territorial y Obras Públicas (DPTOP) hasta que se creó en 1979 la empresa Ferrocarriles de la Generalidad de Cataluña (FGC), la cual integraba el 7 de noviembre de 1979 a su red estos ferrocarriles con la denominación Línea Cataluña y Sarriá.

## La estación
Cuenta con las dos vías principales y un andén central cubierto por una marquesina metálica. El edificio de pasajeros es perpendicular a las vías y tiene una planta baja y un piso. La planta baja tiene acceso a cada lado, desde la Avenida Alcalde Barnils y desde la calle Francesc Viñas. Ambos accesos convergen en un vestíbulo donde se ubican las máquinas expendedoras de billetes y las barreras tarifarias de control de acceso. Una escalera para subir y otra para bajar conduce a la plataforma. También hay un ascensor que conecta la plataforma y un balcón al aire libre que conduce al vestíbulo. En el acceso por Francesc Viñas se puede conectar con el autobús del polígono industrial can-Sant Joan, que es una prolongación del Metro del Vallés hasta los polígonos industriales de la zona. Las instalaciones de la estación se completan con un aparcamiento de vehículos. Desde junio de 2014, el edificio de la estación también acoge a la Asociación de Amigos del Ferrocarril de San Cugat del Vallés.

## Tarifa plana
Esta estación está dentro de la tarifa plana del área metropolitana de Barcelona, cualquier trayecto entre dos de los municipios de la área metropolitana de Barcelona se contará como zona 1.

## Servicios ferroviarios
El horario de la estación se puede descargar en el siguiente enlace. El plano de las líneas del Vallés en este enlace. El plano integrado de la red ferroviaria de Barcelona puede descargarse en este enlace.
| << cabecera                   | < estación  | línea | estación >  | cabecera >>               |
| ----------------------------- | ----------- | ----- | ----------- | ------------------------- |
| Línea Barcelona-Vallès de FGC |             |       |             |                           |
| Barcelona-Plaza de Cataluña   | Volpelleres |       | Bellatierra | Sabadell-Parque del Norte |